# Oliver Kane
Oliver Kane (Estados Unidos, 24 de febrero de 1997) es un jugador profesional estadounidense de rugby que se desempeña en la posición de pilar derecho en San Diego Legion, equipo perteneciente a la liga Major League Rugby.

## Carrera
En 2022, Kane se unió al equipo San Diego Legion, con el cual disputa su segunda temporada en la Major League Rugby. También representó a Estados Unidos con el equipo USA Hawks.